# エミリオ・ポマリコ
エミリオ・ポマリコ（Emilio Pomàrico, 1953年6月17日-) は、アルゼンチン出身の指揮者、作曲家。イタリアに帰化し、主に現代音楽の分野で活躍している。

## 経歴
ブエノスアイレスに生まれ、ミラノ音楽院で作曲をレナート・ディオニーシに師事（作曲ではヴェルチェッリのヴィオッティコンクールで入賞）、指揮はイタリアでフランコ・フェラーラに、ドイツでセルジュ・チェリビダッケに師事した。  
彼はトリノ、ミラノ、ローマのRAI国立交響楽団、サンタ・チェチーリア国立アカデミア、ヴェネチアのフェニーチェ劇場、ミラノのスカラ座、ローマ歌劇場、トリエステのヴェルディ劇場、シチリア交響楽団、トスカーナ管弦楽団、パドヴァ・ヴェネト管弦楽団といった、イタリアを代表するオペラや交響楽団を指揮している。彼はまたヨーロッパの様々なオーケストラ  (バーデン＝バーデン・フライブルクSWR交響楽団、ケルンWDR交響楽団、バンベルク交響楽団、フランクフルトのhr交響楽団、フランス放送フィルハーモニー管弦楽団、BBCスコティッシュ交響楽団、グルベンキアン管弦楽団、スイス・ロマンド管弦楽団）を指揮していて、エディンバラ・フェスティバル、ザルツブルク音楽祭、ベルリン・フィルハーモニー、ブエノスアイレスのテアトロ・コロン、エルプフィルハーモニー・ハンブルク、パリのオペラ＝コミック座、チューリッヒ歌劇場、ディジョンオペラ座、ナンシーのロレーヌ国立歌劇場、エクサン・プロヴァンス音楽祭、ストラスブール音楽祭、秋のパリ芸術祭とフェスティバル・プレザンス、ルールトリエンナーレ、ウィーン芸術週間、シュタイアーの秋芸術祭（グラーツ）、ヴェネツィア・ビエンナーレといった主要な音楽祭や歌劇場に登場している。 
彼は作曲家としての経験から、現代音楽の普及に特に尽力していて、ルチアーノ・ベリオ、ニッコロ・カスティリオーニ、ピエール・ブーレーズ、エリオット・カーター、フランコ・ドナトーニ、リゲティ・ジェルジュ、ジャコモ・マンゾーニ、ブルーノ・マデルナ、ルイジ・ノーノ、ヤニス・クセナキス、エマヌエル・ヌネス、サルヴァトーレ・シャリーノ、ヴォルフガング・リーム、クルターグ・ジェルジュ、ユーグ・デュフォール、ブライアン・ファーニホウ、ジェラール・グリゼー、ヨハネス・マリア・シュタウト、ゲオルク・ハース、ヘルムート・ラッヘンマン、フィリップ・ボスマンスなど多くの同時代の作曲家の作品を指揮して録音もし、アンサンブル・モデルン（フランクフルト）、アンサンブル・コントレショー（ジュネーヴ）、ニュー・アンサンブル（アムステルダム）、アンサンブル・ルシェルシェ（フライブルク）、クラングフォルム・ウィーン、アンサンブル・アンテルコンタンポラン、アルディッティ弦楽四重奏団、ダルムシュタット夏季現代音楽講習会などで演奏している。 
世界初演は、エマヌエル・ヌネスの管弦楽曲『クオドリベット』を1991年、『Nihil mutantur omnia interit』を1994年、『Musivus』を1996年、ユーグ・デュフォールの『La Maison du Sourd』をヴェネツィア・ビエンナーレで1999年、『オーボエ協奏曲』をトリノのRAI国立交響楽団で2006年、ルイジ・ノーノの『Caminantes』を1999年、ゲオルク・ハースのオペラ『Melancholia』をパリのガルニエ宮で2008年、『バリトンサックス協奏曲』を同年ケルンで、『Ich suchte, aber ich fand ihn nicht』をミュンヘンで2012年、ブライアン・ファーニホウの『想像の牢獄』シリーズの完全演奏を1996年等である。 
ポマリコの作品は、ジュネーヴのアンサンブル・コントレショー、ミラノの「Musica del Nostro Tempo」、ケルンの「Musik der Zeit」、ヴィッテン現代室内楽音楽祭、ウィーン現代音楽祭などで演奏されている。